# TV2 Animáció
A TV2 Animációk (korábban TV2 Matiné) a TV2 gyerekeknek szóló műsorblokkja. A blokk 1998. április 25-én indult Homokvár néven, középkori stílusú gyerekvetélkedőként, melynek egyik műsorvezetője Acél Réka volt,, majd 1999. január 1-jén felvette a TV2 Matiné nevet. A műsor hétvégén és ünnepnapokon látható reggel 6.45-től, jelenleg 7:05-től 10:05-ig fut ugyanezen napokon. A műsorblokk 2018. január 28-án lekerült a csatorna adásáról, 2019. január 19-én viszont újraindult, bár eredetileg TV2 Animációnak nevezték volna el, viszont a blokk továbbra is TV2 Matiné néven fut.
A korábbi programmenetek alatt 2011-ig csak korhatár nélküli rajzfilmek kerültek adásba, 2011-2018 között 6-os korhatárt kaptak a rajzfilmek, illetve (már bőven 2011-ig is) néhány akciórajzfilm és SpongyaBob a blokk adásának végeztével 12+ korhatárral került adásba. Az újraindulás óta a blokk a szokásos adás közben továbbra is a TV2 normális arculatát használja, így összefolyik és nem lehet megkülönböztetni. Emellett ismeretlen okból minden klasszikus rajzfilm 12+ korhatár-besorolással kerül adásba az egész blokk folyamán, melyek többsége gyermekbarát rajzfilm. 2022. őszétől többnyire Disney rajzfilmek láthatók és mindegyik a magas korhatározással fut.

## Jelenlegi sorozatok
- Magyar népmesék
- Mesék Mátyás királyról
- Hupikék törpikék
- Éljen Julien király!

## Korábbi sorozatok
- 1001 Amerikai
- A 13 és ¾ éves Adrian Mole titkos naplója
- 80 nap alatt a Föld körül Willy Foggal
- Állatkert a hátizsákban
- Állatkerti sétány 64.
- Amerikai kapitányok
- Andersen, a mesemondó
- Anatole, a kisegér
- Astro Boy
- Ász, a villám
- Babar
- Bajkeverő majom
- Bébi bolondos dallamok
- Benjámin, az elefánt
- Beyblade
- Blinky Bill kalandjai
- Bogyó és Babóca
- Bohókás professzor
- Brum
- Bubbi Guppik
- Cápali és Cápeti
- A Cuties
- Casper
- Chilly Willy
- Chuggington
- Chuck, a dömper kalandjai
- Csillagközi invazió
- Csodatévé
- Dávid, a törpe
- Dilbert
- Dinofroz
- Dínó babák
- Dínó babák: Nagy babákban
- Dixi kutya kalandjai
- Drakers – A Ferrari pilótái
- Dweeb és Woog
- Egy úr az űrből
- Enigma a szuperhős
- Én kicsi pónim: Varázslatos barátság
- Eperke legújabb kalandjai
- Erdei tanoda
- Fakopáncs Frici kalandjai
- Fifi virágoskertje
- Fimbles
- Fixi, Foxi és barátaik
- Frédi és Béni, avagy a két kőkorszaki szaki
- A gimnázium fantomja
- Garfield és barátai
- Glória kalandjai
- Go Diego, Go!
- Godzilla
- Gólkirály
- Hármas járőr
- Henry kerti meséi
- Harold és a lila varázskréta
- Hogyan működik?
- Az igazi szellemirtók
- Így készült: Bogyó és Babóca
- Irány Dínóföld!
- Jaj, Borzas Brumi Brancs!
- Jumanji
- Kacsakalamajka
- Kedvenc kommandó
- Kenguk
- A kis barna mackó kalandjai
- Kis boszorkányok
- Kis Elvis
- Korni és Berni
- Könyvek könyve
- Kroko-dili
- Kutyavilág
- Lassie
- Levelek Félixtől
- Little People – Nagy felfedezések
- Lolka és Bolka
- Lucky Luke kalandjai
- Marcelino
- Marsupilami
- Mila, a szupersztár
- Minden kutya a mennybe jut
- Mizújs, Scooby-Doo?
- Mohó úr és a bölcs kisasszonyok
- A múmia
- Ni Hao Kai-lan
- Nils Holgersson csodálatos utazása a vadludakkal
- Az oroszlánfejű herceg
- Oszkár zenekara
- Őslények országa
- Papyrus
- Paradicsomleves betűtésztával – Etetős versek a menzáról
- Pif és Herkules
- Pizsamás banánok
- Popeye, a tengerész
- Pound Puppies: Kutyakölyköt minden kiskölyöknek!
- Providence, a rejtélyes kisváros
- Pufóka kalandjai
- Rémségek kicsiny boltja
- Repülő ház
- Rick, a varjú
- Rosszcsont Peti
- Roary, a versenyautó
- Rocky és Bakacsin kalandjai
- Sandokan
- Sárkánykirályság
- Shelley Duvall esti meséi
- Sid, a kis tudós
- Stuart Little, kisegér
- Született kémek
- Sárkánymesék
- Tabaluga
- Talpig zűrben
- Tehénkemesék
- Teo
- Tesz-Vesz város
- Tintin kalandjai
- Tökfej tesók
- Teletubbies
- Dinó-vonat
- Tündéri keresztszülők
- Umizoomi csapat
- Urmel
- Az utolsó rezervátum
- Úr az űrből
- Vacak Kalandjai
- Willy Fog újabb kalandjai
- Zafari
- Zsebkutyusok

## Cartoon Network
A TV2 1999. szeptember 4-én indította el a programblokkot az M1-es Cartoon Network: Rajzfilmsztárok parádéja utódjaként. A sorozatok magyar változatát a TV2 rendelte meg, a Cartoon Network a mai napig ezzel a szinkronnal adja e rajzfilmsorozatokat. Ugyanazokat a műsorokat adta, mint akkoriban a magyar Cartoon Network. 2002. december 31-én szűnt meg, ekkor vette át helyét a Fox Kids-rajzfilmeket sugárzó Fox Kids-programblokk. A blokkban olyan műsorok mentek, mint a Turpi úrfi, a Dexter laboratóriuma, a Pindúr pandúrok vagy a Két buta kutya.

### Műsorai
- Animánia
- Beetlejuice
- Beszélő kutyák
- Boci és Pipi
- A bolygó kapitánya
- Dexter laboratóriuma

A Cartoon Network logója, amikor a blokkot sugározták

- Dumb és Dumber – Dilibogyók (1995)
- Én vagyok Menyus
- Flúgos futam
- Freakazoid!
- Hé, Maci!
- Jaj, Borzas Brumi Brancs!
- Két buta kutya
- Maci Laci show
- Maci Laci a világűrben
- A Maszk
- Nyegleó
- Pindúr pandúrok
- Piri, Biri és Bori
- Pöttöm kalandok
- Scooby-Doo és a 13 szellem
- Scooby-Doo és Scrappy-Doo (1979)
- Scooby-Doo és Scrappy-Doo (1980)
- A Scooby-Doo-show
- Süsü keselyűk
- Taz-mánia
- Turpi úrfi
- Vacak és Barátai (1988)
- Vagány Jonny (The New Adventures of Jonny Quest)

## Fox Kids és Jetix
A Cartoon Network blokk megszűnése után, 2003. január 4-én a csatorna elindította a Fox Kids rajzfilmeket vetítő műsorblokkját. A Fox Kids megszűnésekor a blokkot átnevezték a Fox Kids helyére kerülő új csatornáról, a Jetix-ről. Miután a The Walt Disney Company Disney Channelre nevezte a csatornát, a blokkot megszűntették.

### Műsorai
- Diabolik
- Flamingó kapitány
- Gógyi felügyelő (1983)
- Hogyisvanez család
- Jack, a kalóz
- Jászon és az Olimposz hősei
- Jim Button
- Jin Jin
- A kémkutyák titkos aktái
- Kisegér a prérin
- Kullancs
- Nyekk, a macska
- Pókember (1981)
- Rosszkutya
- Sissi hercegnő
- Tutenstein
- Twist Olivér
- Vasember (1994)
- Walter Melon – Szuperhős rendelésre
- W.I.T.C.H.

## Nickelodeon kedvencek
A csatorna 2009. szeptember 12-én indította el a Nickelodeon-rajzfilmeket sugárzó műsorblokkját. A TV2 Matinénak eredetileg egyetlen Nickelodeonos rajzfilmje a SpongyaBob Kockanadrág volt, a műsorblokk beindítása után azonban új műsorok is adásba kerültek. A blokk ideje alatt minden mese előtt és után megjelent a Nickelodeon logója és néhány Nickelodeonon futó rajzfilmhős, leggyakrabban A Madagaszkár pingvinjei szereplői (de nem jelentek meg a blokk műsorjai között). A blokk 2011 karácsonyán szűnt meg.

### Műsorai
- Avatár – Aang legendája
- Csudalények – Minimentők
- Dóra, a felfedező
- Go Diego, Go!
- Jimmy Neutron kalandjai
- Ni Hao Kai-lan
- SpongyaBob Kockanadrág
- Tündéri keresztszülők

## Disney matiné

### Műsorai
- Marvel: Póki és csodálatos barátai
- Timon és Pumbaa
- A kis hableány
- Kacsamesék
- A gumimacik
- Balu kapitány kalandjai